# Giancarlo González
Giancarlo González Castro, mais conhecido como Giancarlo González (San José, 8 de fevereiro de 1988), é um futebolista costarriquenho que atua como zagueiro. Atualmente joga Alajuelense emprestado pelo Los Angeles Galaxy.

## Carreira
Gonzalez começou a carreira no Alajuelense.

## Títulos
Costa Rica
- Copa das Nações UNCAF: 2013